# Storflon-Andersflon
Storflon-Andersflon este o arie protejată (arie specială de conservare — SAC, sit de importanță comunitară — SCI) din Suedia întinsă pe o suprafață de 229,7 ha, integral pe uscat.

## Localizare
Centrul sitului Storflon-Andersflon este situat la coordonatele 63°20′52″N 14°24′43″E / 63.3479°N 14.412°E.

## Înființare
Situl Storflon-Andersflon a fost declarat sit de importanță comunitară în ianuarie 2002 pentru a proteja 1 specie de plante. Situl a fost protejat și ca arie specială de conservare în martie 2011.

## Biodiversitate
Situată în ecoregiunea boreală, aria protejată conține 5 habitate naturale: Lacuri și iazuri distrofice naturale, Mlaștini alcaline, Mlaștini împădurite, Mlaștini turboase de tranziție și turbării mișcătoare, Taiga vestică.
La baza desemnării sitului se află o specie protejată de  plante: papucul doamnei (Cypripedium calceolus).